# Vacansoleil-DCM Pro Cycling Team/2012
Deze pagina geeft een overzicht van de Vacansoleil-DCM-wielerploeg in 2012. Het team is dit seizoen een van de 18 UCI World Tour teams die het recht hebben, maar ook de plicht, deel te nemen aan alle wedstrijden van de UCI World Tour.

## Algemeen
Sponsors: Vacansoleil, DCM
Algemeen Manager: Daan Luijkx
Teammanager: Hilaire Van der Schueren
Ploegleiders: Michel Cornelisse, Jean-Paul van Poppel, Charles Palmans, Bob De Cnodder
Fietsen: Bianchi
Banden: Vredestein
Kleding: Santini SMS
Budget: 8 miljoen euro
Kopmannen: Thomas De Gendt, Stijn Devolder, Björn Leukemans, Lieuwe Westra

## Renners
| Naam               | Geboortedatum | Nationaliteit | Ploeg 2011                                                           |
| ------------------ | ------------- | ------------- | -------------------------------------------------------------------- |
| Kris Boeckmans     | 13-02-1987    | België        | Topsport Vlaanderen                                                  |
| Matteo Carrara     | 25-03-1979    | Italië        |                                                                      |
| Thomas De Gendt    | 06-11-1986    | België        |                                                                      |
| Stefan Denifl      | 20-09-1987    | Oostenrijk    | Leopard-Trek                                                         |
| Stijn Devolder     | 29-08-1979    | België        |                                                                      |
| Romain Feillu      | 16-04-1984    | Frankrijk     |                                                                      |
| Johnny Hoogerland  | 13-05-1983    | Nederland     |                                                                      |
| Kenny van Hummel   | 30-09-1982    | Nederland     | Skil-Shimano                                                         |
| Martijn Keizer     | 25-03-1988    | Nederland     |                                                                      |
| Sergej Lagoetin    | 14-01-1981    | Oezbekistan   |                                                                      |
| Gustav Larsson     | 20-09-1980    | Zweden        | Saxo Bank-Sungard                                                    |
| Björn Leukemans    | 01-07-1977    | België        |                                                                      |
| Pim Ligthart       | 16-06-1988    | Nederland     |                                                                      |
| Bert-Jan Lindeman  | 16-06-1989    | Nederland     |                                                                      |
| Barry Markus       | 17-07-1991    | Nederland     | Rabobank Continental Team (tot 01/09) per 01/09 stagiair Vacansoleil |
| Marco Marcato      | 11-02-1984    | Italië        |                                                                      |
| Tomasz Marczyński  | 06-03-1984    | Polen         | CCC-Polsat Polkowice                                                 |
| Wouter Mol         | 17-04-1982    | Nederland     |                                                                      |
| Jacek Morajko      | 26-04-1981    | Polen         | CCC-Polsat Polkowice                                                 |
| Martin Mortensen   | 05-11-1984    | Denemarken    | Leopard-Trek                                                         |
| Nikita Novikov     | 10-11-1989    | Rusland       | Itera-Katjoesja                                                      |
| Marcello Pavarin   | 22-10-1986    | Italië        |                                                                      |
| Wout Poels         | 01-10-1987    | Nederland     |                                                                      |
| Rob Ruijgh         | 12-11-1986    | Nederland     |                                                                      |
| Mirko Selvaggi     | 11-02-1985    | Italië        |                                                                      |
| Kevin Van Impe     | 19-04-1981    | België        | Quick-Step                                                           |
| Rafael Valls       | 25-06-1987    | Spanje        | Geox-TMC                                                             |
| Frederik Veuchelen | 04-09-1978    | België        |                                                                      |
| Lieuwe Westra      | 11-09-1982    | Nederland     |                                                                      |

## Belangrijke overwinningen
| Ster van Bessèges 4e etappe: Marco Marcato Parijs-Nice 1e etappe (individuele tijdrit): Gustav Larsson 5e etappe: Lieuwe Westra 7e etappe: Thomas De Gendt Bergklassement: Frederik Veuchelen Ploegenklassement: Romain Feillu, Kris Boeckmans, Thomas De Gendt, Sergej Lagoetin, Gustav Larsson, Björn Leukemans, Frederik Veuchelen, Lieuwe Westra Ronde van Drenthe Winnaar: Bert-Jan Lindeman Tirreno-Adriatico Jongerenklassement: Wout Poels Ronde van Catalonië Sprintklassement: Tomasz Marczyński Ronde van Picardië 2e etappe: Kenny van Hummel Ronde van Italië 20e etappe: Thomas De Gendt | Ronde van Luxemburg 3e etappe: Wout Poels GP Kanton Aargau Winnaar: Sergej Lagoetin Nationale kampioenschappen Nederland - individuele tijdrit: Lieuwe Westra Zweden - individuele tijdrit: Gustav Larsson Oezbekistan - wegrit: Sergej Lagoetin Ronde van Polen Bergklassement: Tomasz Marczyński Druivenkoers Overijse Winnaar: Björn Leukemans Ronde van Denemarken 5e etappe (individuele tijdrit): Lieuwe Westra Eindklassement: Lieuwe Westra Parijs-Tours Winnaar: Marco Marcato Ronde van de Vendée Winnaar: Wesley Kreder |

2005 · 
2006 · 
2007 · 
2008 · 
2009 · 
2010 · 
2011 · 
2012 · 
2013
AG2R-La Mondiale · Astana · BMC Racing Team · Euskaltel-Euskadi · FDJ-Big Mat · Team Garmin-Sharp-Barracuda · Katjoesja · Lampre-ISD · Liquigas-Cannondale · Lotto-Belisol · Team Movistar · Omega Pharma-Quick Step · Orica-GreenEdge · Rabobank · RadioShack-Nissan-Trek · Saxo Bank-Tinkoff Bank · Sky ProCycling · Vacansoleil-DCM